# Wormaldia palma
Wormaldia palma är en nattsländeart som beskrevs av Oliver S. Flint Jr. 1991. Wormaldia palma ingår i släktet Wormaldia och familjen stengömmenattsländor. Inga underarter finns listade i Catalogue of Life.